# Marcelo Saracchi
Marcelo Josemir Saracchi Pintos (Paysandú, 23 april 1998) is een Uruguayaanse voetballer die doorgaans als verdediger speelt. Hij tekende in 2023 voor Boca Juniors. Saracchi speelde tussen 2018 en 2019 in het Uruguayaans voetbalelftal.

## Carrière
Saracchi stroomde door vanuit de jeugd van Danubio. Hiervoor debuteerde hij op 12 augustus 2015 in het eerste elftal, tijdens een met 1–-0 verloren wedstrijd in het toernooi om de Copa Sudamericana, uit tegen Universidad Católica. Hij viel die wedstrijd in de 77e minuut in voor Jorge Graví. Zijn debuut in de Primera División volgde vier dagen later. Toen viel hij in de 63e minuut in voor Leandro Sosa tijdens een met 0–2 gewonnen duel uit bij Juventud. Saracchi speelde vervolgens meer dan vijftig competitiewedstrijden voor Danubio, met als beste resultaat een derde plaats in het seizoen 2016.
Saracchi verruilde Danubio in augustus 2017 voor River Plate, de nummer twee van Argentinië in het voorgaande seizoen. Hiervoor debuteerde hij op 10 september 2017. Hij kreeg toen een basisplaats als linksback tijdens een met 3–1 gewonnen competitiewedstrijd thuis tegen Banfield. Hij kwam op 25 oktober 2017 voor het eerst in actie tijdens een wedstrijd in de Copa Libertadores. Hij had toen een basisplaats als linksback tijdens een met 1–0 gewonnen wedstrijd thuis tegen Lanús.
Saracchi verkaste in juli 2018 voor het eerst naar een club buiten Zuid-Amerika en tekende een contract voor vijf jaar bij RB Leipzig, de nummer zes van de Bundesliga in het voorgaande seizoen.

## Clubstatistieken
| Seizoen     | Club        | Competitie       | Competitie | Competitie | Beker | Beker | Internationaal | Internationaal | Totaal | Totaal |
| Seizoen     | Club        | Competitie       | Wed.       | Dlp.       | Wed.  | Dlp.  | Wed.           | Dlp.           | Wed.   | Dlp.   |
| ----------- | ----------- | ---------------- | ---------- | ---------- | ----- | ----- | -------------- | -------------- | ------ | ------ |
| 2015/16     | Danubio     | Primera División | 30         | 1          | 0     | 0     | 2              | 0              | 32     | 1      |
| 2016        | Danubio     | Primera División | 14         | 0          | 0     | 0     | 0              | 0              | 14     | 0      |
| 2017        | Danubio     | Primera División | 10         | 2          | 0     | 0     | 1              | 0              | 11     | 2      |
| Club totaal | Club totaal | Club totaal      | 54         | 3          | 0     | 0     | 3              | 0              | 57     | 3      |
| 2016/17     | River Plate | Primera División | 0          | 0          | 3     | 1     | 1              | 0              | 4      | 1      |
| 2017/18     | River Plate | Primera División | 19         | 0          | 0     | 0     | 6              | 0              | 25     | 0      |
| Club totaal | Club totaal | Club totaal      | 19         | 0          | 3     | 1     | 7              | 0              | 29     | 1      |
| 2018/19     | RB Leipzig  | Bundesliga       | 9          | 0          | 1     | 0     | 10             | 0              | 20     | 0      |
| 2019/20     | RB Leipzig  | Bundesliga       | 1          | 1          | 1     | 0     | 0              | 0              | 2      | 1      |
| Club totaal | Club totaal | Club totaal      | 10         | 1          | 2     | 0     | 10             | 0              | 22     | 1      |

Bijgewerkt t/m 22 september 2019

## Interlandcarrière
Saracchi speelde 24 wedstrijden voor Uruguay –17. Hij debuteerde in 2015 in Uruguay –20. Hiermee nam hij deel aan zowel het WK –20 van 2015 als het WK –20 van 2017. Zijn ploeggenoten en hij kwamen in 2017 tot de halve finale. Ze bereikten dat toernooi door eerder dat jaar het Zuid-Amerikaans kampioenschap –20 te winnen. Saracchi debuteerde op 12 oktober 2018 in het Uruguayaans voetbalelftal. Bondscoach Oscar Tabárez liet hem toen zes minuten voor tijd invallen in een met 2–1 verloren oefeninterland in en tegen Zuid-Korea.

## Erelijst
| Copa Argentina | 1x | 2016/17 |